# 夢の場所へ
『夢の場所へ』（ゆめのばしょへ）は、w-inds.の14枚目のシングル。2005年1月1日発売。発売元はFLIGHT MASTER。

## 解説
- 本作は水曜日でははく土曜日に発売された。
- 民放共同制作『第83回全国高等学校サッカー選手権大会』イメージ・ソング。
- サッカー大会のイメージソングということで、ミュージック・ビデオを味の素スタジアムにて撮影した。
- 「夢の場所へ」は、アルバム『ageha』およびベストアルバム『w-inds.Single Collection ”BEST ELEVEN”』に収録されている。

## 収録曲
1. 夢の場所へ
（作詞：jam / 作曲：Jeff Miyahara、Kazuhito Imai）
2. Perfect day
（作詞：jam / 作曲：Jimmy Harry、Sheppard Solomon、Danielle Brisebois）
3. 夢の場所へ (Instrumental)
4. Perfect day (Instrumental)